# Matthew F. Leonetti
Matthew Frank Leonetti ( Los Angeles, 31 juli 1941) is een Amerikaans cameraman en director of photography (DoP), bekend van onder andere de films Poltergeist, Commando en Star Trek: First Contact.
Leonetti werd geboren in Los Angeles, waar hij werd opgeleid aan de Loyola Marymount University. Hij heeft meerdere malen samengewerkt met filmregisseurs Walter Hill, Jonathan Frakes en de Gebroeders Farrelly. Leonetti is lid van de American Society of Cinematographers (ASC) en ontving van de ASC in 2015 een speciale ere prijs, de President's Award. Hij heeft een jongere broer John R. Leonetti die cameraman en filmregisseur is.

## Filmografie

### Film
| Jaar | Titel                        | Opmerkingen                                     |
| ---- | ---------------------------- | ----------------------------------------------- |
| 1974 | The Bat People               | Ook Uitvoerend producent                        |
| 1977 | Mr. Billion                  |                                                 |
| 1977 | The Chicken Chronicles       |                                                 |
| 1979 | Breaking Away                |                                                 |
| 1980 | Raise the Titanic            |                                                 |
| 1981 | Eyewitness                   |                                                 |
| 1982 | Poltergeist                  |                                                 |
| 1982 | Fast Times at Ridgemont High |                                                 |
| 1984 | The Buddy System             |                                                 |
| 1984 | The Ice Pirates              |                                                 |
| 1984 | Songwriter                   |                                                 |
| 1985 | Fast Forward                 |                                                 |
| 1985 | Weird Science                |                                                 |
| 1985 | Jagged Edge                  |                                                 |
| 1985 | Commando                     |                                                 |
| 1986 | Jumpin' Jack Flash           |                                                 |
| 1987 | Extreme Prejudice            |                                                 |
| 1987 | Dragnet                      |                                                 |
| 1988 | Action Jackson               |                                                 |
| 1988 | Red Heat                     |                                                 |
| 1989 | Johnny Handsome              |                                                 |
| 1990 | Hard to Kill                 |                                                 |
| 1990 | Another 48 Hrs.              |                                                 |
| 1991 | Dead Again                   |                                                 |
| 1992 | Leap of Faith                |                                                 |
| 1994 | Angels in the Outfield       |                                                 |
| 1994 | A Low Down Dirty Shame       |                                                 |
| 1995 | Strange Days                 | Nominatie: CFCA Award voor Beste Cinematografie |
| 1996 | Fled                         |                                                 |
| 1996 | Star Trek: First Contact     |                                                 |
| 1997 | Mortal Kombat: Annihilation  |                                                 |
| 1998 | Species II                   |                                                 |
| 1998 | Star Trek: Insurrection      |                                                 |
| 2001 | Along Came a Spider          |                                                 |
| 2001 | Rush Hour 2                  |                                                 |
| 2003 | 2 Fast 2 Furious             |                                                 |
| 2004 | The Butterfly Effect         |                                                 |
| 2004 | Dawn of the Dead             |                                                 |
| 2005 | Fever Pitch                  |                                                 |
| 2005 | Santa's Slay                 |                                                 |
| 2006 | Accepted                     |                                                 |
| 2007 | Pride                        |                                                 |
| 2007 | The Heartbreak Kid           |                                                 |
| 2008 | What Happens in Vegas...     |                                                 |
| 2008 | Soul Men                     |                                                 |
| 2011 | Hall Pass                    |                                                 |
| 2012 | The Three Stooges            |                                                 |
| 2013 | Movie 43                     | Segment: "The Pitch" en "The Catch"             |
| 2014 | Dumb and Dumber To           |                                                 |

### Televisie
| Jaar | Titel                                    | Opmerkingen     |
| ---- | ---------------------------------------- | --------------- |
| 1974 | The Elevator                             | Televisiefilm   |
| 1974 | Terror on the 40th Floor                 | Televisiefilm   |
| 1974 | It Couldn't Happen to a Nicer Guy        | Televisiefilm   |
| 1974 | Hurricane                                | Televisiefilm   |
| 1975 | The Secret Night Caller                  | Televisiefilm   |
| 1975 | Search for the Gods                      | Televisiefilm   |
| 1975 | The Deadly Tower                         | Televisiefilm   |
| 1975 | The Lives of Jenny Dolan                 | Televisiefilm   |
| 1976 | High Risk                                | Televisiefilm   |
| 1976 | The Call of the Wild                     | Televisiefilm   |
| 1977 | The Spell                                | Televisiefilm   |
| 1977 | Flight to Holocaust                      | Televisiefilm   |
| 1977 | The Hostage Heart                        | Televisiefilm   |
| 1978 | Superdome                                | Televisiefilm   |
| 1978 | Ruby and Oswald                          | Televisiefilm   |
| 1978 | Special Olympics                         | Televisiefilm   |
| 1978 | The Comedy Company                       | Televisiefilm   |
| 1978 | The American Girls                       | 1 aflevering    |
| 1978 | A Fire in the Sky                        | Televisiefilm   |
| 1979 | The Triangle Factory Fire Scandal        | Televisiefilm   |
| 1979 | Willa                                    | Televisiefilm   |
| 1979 | Son-Rise: A Miracle of Love              | Televisiefilm   |
| 1980 | Turnover Smith                           | Televisiefilm   |
| 1981 | Crazy Times                              | Televisiefilm   |
| 1981 | Stand By Your Man                        | Televisiefilm   |
| 1982 | Mae West                                 | Televisiefilm   |
| 1982 | Tucker's Witch                           | 1 aflevering    |
| 1982 | E.T. and Friends: Magical Movie Visitors | Televisiefilm   |
| 1982 | Hotline                                  | Televisiefilm   |
| 1983 | Lottery!                                 | 1 aflevering    |
| 1983 | Happy                                    | Televisiefilm   |
| 1986 | American Geisha                          | Televisiefilm   |
| 1986 | Under the Influence                      | Televisiefilm   |
| 1988 | Secret Witness                           | Televisiefilm   |
| 2008 | Unhitched                                | Pilotaflevering |